# Харэйд
Харэйд (норв. Hareid) — коммуна в губернии Мёре-ог-Ромсдал в Норвегии. Административный центр коммуны — город Харэйд. Официальный язык коммуны — нюнорск. Население коммуны на 2007 год составляло 4741 чел. Площадь коммуны Харэйд — 82,48 км², код-идентификатор — 1517.

## История населения коммуны
Население коммуны за последние 60 лет.

Статистика коммуны Харэйд